# Santa Maria da Feira
Santa Maria da Feira là một huyện thuộc tỉnh Aveiro, Bồ Đào Nha. Huyện này có diện tích 215 km², dân số thời điểm năm 2001 là 135964 người.